# Agda Östlund
Pour les articles homonymes, voir Östlund.
 (mars 2025).
Si vous disposez d'ouvrages ou d'articles de référence ou si vous connaissez des sites web de qualité traitant du thème abordé ici, merci de compléter l'article en donnant les références utiles à sa vérifiabilité et en les liant à la section « Notes et références ».
En pratique : Quelles sources sont attendues ? Comment ajouter mes sources ?
Agda Maria Östlund, née Lundgren (3 avril 1870 - 26 juin 1942) est une femme politique suédoise du Parti social-démocrate. En 1921, elle est l'une des cinq premières femmes élues au Parlement suédois après l'introduction du droit de vote des femmes.

## Biographie
Agda Östlund est née dans une maison ouvrière de Köping. Sa famille est politiquement active et l’encourage à l’être également. Sa mère veille à ce que ses frères participent autant aux tâches ménagères qu'Agda. Elle se forme et subvient à ses besoins comme couturière dès l'âge de quatorze ans. Elle fonde finalement son propre atelier de couture avec plusieurs employés. Elle épouse le sidérurgiste Anders Östlund, avec qui elle a une fille, et s'installe à Stockholm en 1896.

### Engagement militant
Agda Östlund est très tôt militante dans le mouvement ouvrier social-démocrate. Elle est membre du Stockholms allmänna kvinnoklubb (« Club public des femmes de Stockholm ») à partir de 1903 et en est la présidente en 1904-1905 ; membre du Socialdemokratiska kvinnokongressen (Congrès des femmes social-démocrates) en 1908-1920 ; membre du conseil d'administration des femmes sociales-démocrates en Suède en 1920-1936, et membre du conseil d'administration du Poor Help Board de la paroisse de Matteus à Stockholm en 1916-1932.
En 1902, les femmes sociales-démocrates, par l'intermédiaire du Stockholms allmänna kvinnoklubb, décident de coopérer avec le mouvement suédois pour le suffrage. Agda Östlund est active dans la lutte pour le droit de vote des femmes et effectue de nombreux voyages à travers le pays pour parler en sa faveur.

### Carrière parlementaire
Aux élections législatives de 1921, Agda Östlund devient l'une des cinq premières femmes élues au Parlement suédois après l'introduction du suffrage féminin, aux côtés de Nelly Thüring (social-démocrate), Bertha Wellin (conservatrice) et Elisabeth Tamm (libérale) à la Chambre basse et Kerstin Hesselgren à la Chambre haute. Agda Östlund siège au Parlement jusqu'en 1940.
Au Parlement, Agda Östlund est la première femme parlementaire à prendre la parole à la Deuxième Chambre. Elle commence son discours en déclarant : « Äntligen stod kvinnan i talarstolen » [« Finalement, la femme s'est levée dans le fauteuil de l'orateur »], reformulant une phrase de la Légende de Gösta Berling de Selma Lagerlöf : « Äntligen stod prästen i predikstolen » [« Finalement le prédicateur se tenait dans la chaise du prédicateur »].
Elle est également la première femme à être nommée membre de la commission législative du Parlement en tant que représentante de son parti. Elle s'engage sur les questions de violence conjugale, de pension pour les femmes et de soins médicaux pour les femmes et les enfants. Elle évoque également la question de l'avortement, intervention au cours de laquelle plusieurs députés quittent la salle en signe de protestation.
Agda Östlund est considérée comme un modèle pour de nombreuses femmes de la classe ouvrière. Lorsqu'on lui demande où on lui a donné le courage de s'impliquer en politique, elle répond : « Quand vous voulez vraiment quelque chose, on vous donne du courage ».